# Grand Prix Formule 1 van Miami 2023
De Grand Prix Formule 1 van Miami 2023 werd verreden op 7 mei op het Miami International Autodrome in Miami Gardens, een voorstad van Miami. Het was de vijfde race van het seizoen.

## Vrije trainingen

### Uitslagen
- Enkel de top vijf wordt weergegeven.

| Vrije training 1 | Pos. | Nr. | Coureur          | Constructeur               | Tijd     |
| ---------------- | ---- | --- | ---------------- | -------------------------- | -------- |
| Vrije training 1 | 1    | 63  | George Russell   | Mercedes                   | 1:30.125 |
| Vrije training 1 | 2    | 44  | Lewis Hamilton   | Mercedes                   | 1:30.337 |
| Vrije training 1 | 3    | 16  | Charles Leclerc  | Ferrari                    | 1:30.449 |
| Vrije training 1 | 4    | 1   | Max Verstappen   | Red Bull Racing-Honda RBPT | 1:30.549 |
| Vrije training 1 | 5    | 55  | Carlos Sainz jr. | Ferrari                    | 1:30.724 |
| Vrije training 2 | Pos. | Nr. | Coureur          | Constructeur               | Tijd     |
| Vrije training 2 | 1    | 1   | Max Verstappen   | Red Bull Racing-Honda RBPT | 1:27.930 |
| Vrije training 2 | 2    | 55  | Carlos Sainz jr. | Ferrari                    | 1:28.315 |
| Vrije training 2 | 3    | 16  | Charles Leclerc  | Ferrari                    | 1:28.398 |
| Vrije training 2 | 4    | 11  | Sergio Pérez     | Red Bull Racing-Honda RBPT | 1:28.419 |
| Vrije training 2 | 5    | 14  | Fernando Alonso  | Aston Martin-Mercedes      | 1:28.660 |
| Vrije training 3 | Pos. | Nr. | Coureur          | Constructeur               | Tijd     |
| Vrije training 3 | 1    | 1   | Max Verstappen   | Red Bull Racing-Honda RBPT | 1:27.535 |
| Vrije training 3 | 2    | 16  | Charles Leclerc  | Ferrari                    | 1:27.941 |
| Vrije training 3 | 3    | 11  | Sergio Pérez     | Red Bull Racing-Honda RBPT | 1:28.050 |
| Vrije training 3 | 4    | 55  | Carlos Sainz jr. | Ferrari                    | 1:28.125 |
| Vrije training 3 | 5    | 31  | Esteban Ocon     | Alpine-Renault             | 1:28.407 |

## Kwalificatie
Sergio Pérez behaalde de derde pole position in zijn carrière. Door een ongeluk van Charles Leclerc werd Q3 voortijdig afgebroken.
| Pos.                   | Nr. | Coureur          | Constructeur               | Kwalificatietijden | Kwalificatietijden | Kwalificatietijden | Grid |
| Pos.                   | Nr. | Coureur          | Constructeur               | Q1                 | Q2                 | Q3                 | Grid |
| ---------------------- | --- | ---------------- | -------------------------- | ------------------ | ------------------ | ------------------ | ---- |
| 1                      | 11  | Sergio Pérez     | Red Bull Racing-Honda RBPT | 1:27.713 *1        | 1:27.328           | 1:26.841           | 1    |
| 2                      | 14  | Fernando Alonso  | Aston Martin-Mercedes      | 1:28.179           | 1:27.097           | 1:27.202           | 2    |
| 3                      | 55  | Carlos Sainz jr. | Ferrari                    | 1:27.686           | 1:27.148           | 1:27.349           | 3    |
| 4                      | 20  | Kevin Magnussen  | Haas-Ferrari               | 1:27.809           | 1:27.673           | 1:27.767           | 4    |
| 5                      | 10  | Pierre Gasly     | Alpine-Renault             | 1:28.061           | 1:27.612           | 1:27.786           | 5    |
| 6                      | 63  | George Russell   | Mercedes                   | 1:28.086           | 1:27.743           | 1:27.804           | 6    |
| 7                      | 16  | Charles Leclerc  | Ferrari                    | 1:27.713 *1        | 1:26.964           | 1:27.861           | 7    |
| 8                      | 31  | Esteban Ocon     | Alpine-Renault             | 1:27.872           | 1:27.444           | 1:27.935           | 8    |
| 9                      | 1   | Max Verstappen   | Red Bull Racing-Honda RBPT | 1:27.363           | 1:26.814           | Geen tijd *2       | 9    |
| 10                     | 77  | Valtteri Bottas  | Alfa Romeo-Ferrari         | 1:27.864           | 1:27.564           | Geen tijd *2       | 10   |
| 11                     | 23  | Alexander Albon  | Williams-Mercedes          | 1:28.234           | 1:27.795           |                    | 11   |
| 12                     | 27  | Nico Hülkenberg  | Haas-Ferrari               | 1:27.945           | 1:27.903           |                    | 12   |
| 13                     | 44  | Lewis Hamilton   | Mercedes                   | 1:27.846           | 1:27.975           |                    | 13   |
| 14                     | 24  | Zhou Guanyu      | Alfa Romeo-Ferrari         | 1:28.180           | 1:28.091           |                    | 14   |
| 15                     | 21  | Nyck de Vries    | AlphaTauri-Honda RBPT      | 1:28.325           | 1:28.395           |                    | 15   |
| 16                     | 4   | Lando Norris     | McLaren-Mercedes           | 1:28.394           |                    |                    | 16   |
| 17                     | 22  | Yuki Tsunoda     | AlphaTauri-Honda RBPT      | 1:28.429           |                    |                    | 17   |
| 18                     | 18  | Lance Stroll     | Aston Martin-Mercedes      | 1:28.476           |                    |                    | 18   |
| 19                     | 81  | Oscar Piastri    | McLaren-Mercedes           | 1:28.484           |                    |                    | 19   |
| 20                     | 2   | Logan Sargeant   | Williams-Mercedes          | 1:28.577           |                    |                    | 20   |
| Q1 107% tijd: 1:34.178 |     |                  |                            |                    |                    |                    |      |

*1 Sergio Pérez en Charles Leclerc reden exact dezelfde tijd tijdens Q1, Pérez eindigde Q1 op de derde plaats omdat hij de tijd eerder op de klokken zette dan Leclerc.

*2 Door een ongeluk van Charles Leclerc werd Q3 voortijdig afgebroken waardoor Max Verstappen en Valtteri Bottas geen tijd konden neerzetten. Verstappen start voor Bottas omdat hij tijdens Q1 en Q2 voor de Fin eindigde.

## Wedstrijd
Max Verstappen behaalde de achtendertigste Grand Prix-overwinning in zijn carrière.
| Pos.               | Nr. | Coureur          | Constructeur               | Rondes | Tijd / Oorzaak Uitval | Grid | Punten |
| ------------------ | --- | ---------------- | -------------------------- | ------ | --------------------- | ---- | ------ |
| 1                  | 1   | Max Verstappen   | Red Bull Racing-Honda RBPT | 57     | 1:27:38.241           | 9    | 26S    |
| 2                  | 11  | Sergio Pérez     | Red Bull Racing-Honda RBPT | 57     | +5.384                | 1    | 18     |
| 3                  | 14  | Fernando Alonso  | Aston Martin-Mercedes      | 57     | +26.305               | 2    | 15     |
| 4                  | 63  | George Russell   | Mercedes                   | 57     | +33.229               | 6    | 12     |
| 5                  | 55  | Carlos Sainz jr. | Ferrari                    | 57     | +42.511 *1            | 3    | 10     |
| 6                  | 44  | Lewis Hamilton   | Mercedes                   | 57     | +51.249               | 13   | 8      |
| 7                  | 16  | Charles Leclerc  | Ferrari                    | 57     | +52.988               | 7    | 6      |
| 8                  | 10  | Pierre Gasly     | Alpine-Renault             | 57     | +55.670               | 5    | 4      |
| 9                  | 31  | Esteban Ocon     | Alpine-Renault             | 57     | +58.123               | 8    | 2      |
| 10                 | 20  | Kevin Magnussen  | Haas-Ferrari               | 57     | +1:02.945             | 4    | 1      |
| 11                 | 22  | Yuki Tsunoda     | AlphaTauri-Honda RBPT      | 57     | +1:04.309             | 17   |        |
| 12                 | 18  | Lance Stroll     | Aston Martin-Mercedes      | 57     | +1:04.754             | 18   |        |
| 13                 | 77  | Valtteri Bottas  | Alfa Romeo-Ferrari         | 57     | +1:11.637             | 10   |        |
| 14                 | 23  | Alexander Albon  | Williams-Mercedes          | 57     | +1:12.861             | 11   |        |
| 15                 | 27  | Nico Hülkenberg  | Haas-Ferrari               | 57     | +1:14.950             | 12   |        |
| 16                 | 24  | Zhou Guanyu      | Alfa Romeo-Ferrari         | 57     | +1:18.440             | 14   |        |
| 17                 | 4   | Lando Norris     | McLaren-Mercedes           | 57     | +1:27.717             | 16   |        |
| 18                 | 21  | Nyck de Vries    | AlphaTauri-Honda RBPT      | 57     | +1:28.949             | 15   |        |
| 19                 | 81  | Oscar Piastri    | McLaren-Mercedes           | 56     | +1 ronde              | 19   |        |
| 20                 | 2   | Logan Sargeant   | Williams-Mercedes          | 56     | +1 ronde              | 20   |        |
| Bron: formula1.com |     |                  |                            |        |                       |      |        |

S Max Verstappen reed voor de drieëntwintigste keer in zijn carrière een snelste ronde en behaalde hiermee een extra punt.

*1 Carlos Sainz jr. kreeg een tijdstraf van 5 seconden voor het te snel rijden in de pitstraat, dit had geen gevolgen voor zijn vijfde plaats in de uitslag.

## Tussenstanden wereldkampioenschap
Betreft tussenstanden voor het wereldkampioenschap na afloop van de race.

### Coureurs
| Pos. | Nr. | Coureur          | Constructeur               | Punten |
| ---- | --- | ---------------- | -------------------------- | ------ |
| 1    | 1   | Max Verstappen   | Red Bull Racing-Honda RBPT | 119    |
| 2    | 11  | Sergio Pérez     | Red Bull Racing-Honda RBPT | 105    |
| 3    | 14  | Fernando Alonso  | Aston Martin-Mercedes      | 75     |
| 4    | 44  | Lewis Hamilton   | Mercedes                   | 56     |
| 5    | 55  | Carlos Sainz jr. | Ferrari                    | 44     |
| 6    | 63  | George Russell   | Mercedes                   | 40     |
| 7    | 16  | Charles Leclerc  | Ferrari                    | 34     |
| 8    | 18  | Lance Stroll     | Aston Martin-Mercedes      | 27     |
| 9    | 4   | Lando Norris     | McLaren-Mercedes           | 10     |
| 10   | 10  | Pierre Gasly     | Alpine-Renault             | 8      |

### Constructeurs
| Pos. | Constructeur               | Punten |
| ---- | -------------------------- | ------ |
| 1    | Red Bull Racing-Honda RBPT | 224    |
| 2    | Aston Martin-Mercedes      | 102    |
| 3    | Mercedes                   | 96     |
| 4    | Ferrari                    | 78     |
| 5    | McLaren-Mercedes           | 14     |
| 6    | Alpine-Renault             | 14     |
| 7    | Haas-Ferrari               | 8      |
| 8    | Alfa Romeo-Ferrari         | 6      |
| 9    | AlphaTauri-Honda RBPT      | 2      |
| 10   | Williams-Mercedes          | 1      |